# Twierdzenie Koopmansa
Twierdzenie Koopmansa, stosowane w chemii kwantowej, mówi że w ramach metody Hartree-Focka i przy zaniedbaniu relaksacji elektronowej, energia jonizacji odpowiadająca wybiciu elektronu z i-tego zajętego orbitalu molekularnego (Ii) jest w przybliżeniu równa energii orbitalnej tego orbitalu dla obojętnej cząsteczki (εi), wziętej z przeciwnym znakiem:
{\displaystyle I_{i}=-\varepsilon _{i}.}
W szczególności, pierwsza energia jonizacji jest równa ujemnej energii najwyższego zajętego orbitalu (HOMO).
Twierdzenie Koopmansa dotyczy tylko wertykalnych energii jonizacji, tj. energii wybicia elektronu bez zmiany geometrii cząsteczki.
Wyprowadzenie twierdzenia Koopmansa opiera się na następujących założeniach:
- przybliżenie Hartree-Focka – zaniedbanie korelacji elektronowej,
- układ zamkniętopowłokowy – opisany spinowo ograniczoną metodą Hartree-Focka (RHF)
- brak relaksacji orbitalnej przy jonizacji (zakłada się, że orbitale dla jonu są identyczne jak dla obojętnej cząsteczki, pomimo mniejszej liczby elektronów w układzie).

Często błąd zaniedbania relaksacji orbitali w dużym stopniu znosi się z błędem zaniedbania korelacji elektronowej, co powoduje, że twierdzenie Koopmansa mogą dawać dobre rezultaty (zwłaszcza dla najniższych energii jonizacji).
Dlatego potencjały jonizacji otrzymane z twierdzenia Koopmansa są czasem wręcz lepsze, niż wyznaczone z definicji (tj. jako różnica energii jonu i obojętnej cząsteczki) przy częściowym lub całkowitym zaniedbaniu braku korelacji elektronowej.
Proste uogólnienie twierdzenia Koopmansa mówi, że (przy tych samych założeniach co powyżej), powinowactwo elektronowe jest w przybliżeniu równe energii najniższego niezajętego (wirtualnego) orbitalu (LUMO) wziętej z przeciwnym znakiem. Jednak powinowactwo elektronowe wyznaczone z twierdzenia Koopmansa jest zwykle obarczone większym błędem, niż wyznaczone w ten sposób energii jonizacji.
W metodach DFT analogiem twierdzenia Koopmansa jest twierdzenie Janaka.